# گرنیکا
گرنیکا، شهری در استان بیسکای در منطقه خودمختار باسک اسپانیا است. شهر گرنیکا تحت یک شهرداری با شهر همسایه‌اش لومو قرار دارد و به آن‌ها گرنیکالومو می‌گویند. جمعیت این دو شهر در سرشماری سال ۲۰۰۹ معادل ۱۶٬۲۲۴ نفر بود.
گرنیکا برای افرادی که خارج از منطقه باسک زندگی می‌کنند یادآور بمبارانی است که در ۲۶ آوریل ۱۹۳۷ (۶ اردیبهشت ۱۳۱۶) توسط نیروی هوایی آلمان نازی انجام شد. این واقعه الهام‌بخش نقاشی معروفی به نام گرنیکا از پابلو پیکاسو است.